# Мерцалова, Анастасия
Анастасия Мерцалова (род. 13 июля 2001, Омск) — азербайджанская волейболистка. Центральная блокирующая. Игрок ЖВК «Абшерон» и сборной Азербайджана.

## Карьера
Родилась 13 июля 2001 года в Омске. Карьеру начала в «Омь-СибГУОР».
В 2020 году перешла в «Азеррейл». Являлась капитаном команды. В сезоне 2021/2022 выиграла серебряные медали чемпионата Азербайджана. 
В сезоне 2022/2023 играла за ЖВК «Аикаракоз» (Талдыкорган, Казахстан).
Сезон 2023/2024 провела за ЖВК «Северянка». Провела 41 матч, набрав 274 очка. 
В мае 2021 года дебютировала за сборную Азербайджана. 
Принимает участие в Золотой Евролиге. Являлась лучшим бомбардиром команды во многих матчах.
В августе 2022 года на V Играх исламской солидарности в составе сборной завоевала бронзовые медали.
8 сентября 2024 года перешла в «Абшерон». По итогам сезона 2024/2025 вошла в «Dream team» (символическую сборную) сезона. 

## Достижения
- Чемпионат Азербайджана 2021/2022 — [7]
- V Игры исламской солидарности — [17]